# Ancient university

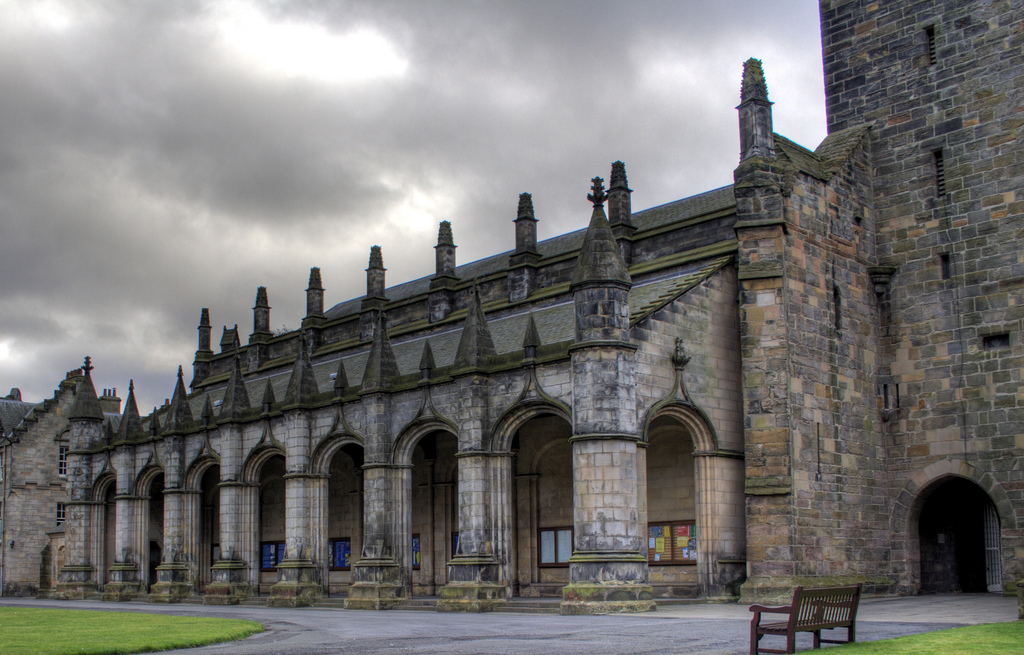
L'université de St Andrews en Écosse a plus de 600 ans

On appelle ancient university (ancienne université) une université anglaise, écossaise ou irlandaise fondée avant le XVIIe siècle. Ces universités sont les suivantes, par ordre de création :
- l'université d'Oxford, Angleterre, créée en 1167 ;
- l'université de Cambridge, Angleterre, fondée en 1209 ;
- l'université de St Andrews, Écosse, fondée en 1411 ;
- l'université de Glasgow, Écosse, fondée en 1451 ;
- l'université d'Aberdeen, Écosse, fondée en 1494 ;
- l'université d'Édimbourg, Écosse, fondée en 1583 ;
- l'université de Dublin, Irlande, fondée en 1592 (la seule ancient university qui se trouve en dehors du Royaume-Uni moderne. Ce qui est aujourd'hui la république d'Irlande faisait jadis partie du Royaume-Uni de Grande-Bretagne et d'Irlande au XIXe siècle quand la fondation de nouvelles universités, ou universités municipales, avait obligé de distinguer les anciennes).

L'université de Durham (Angleterre) est parfois considérée comme une ancient university, bien qu'elle n'ait commencé à délivrer des diplômes qu'au XIXe siècle.